# Immanuel-Kapelle (Bremen)
Die Immanuel-Kapelle ist eine evangelische Kirche in Bremen im Stadtteil Walle, Elisabethstraße 17/18. 2023 wurde sie als Einzeldenkmal unter Schutz gestellt und ist Teil der Denkmalgruppe Immanuel-Gemeinde.

## Bauwerk

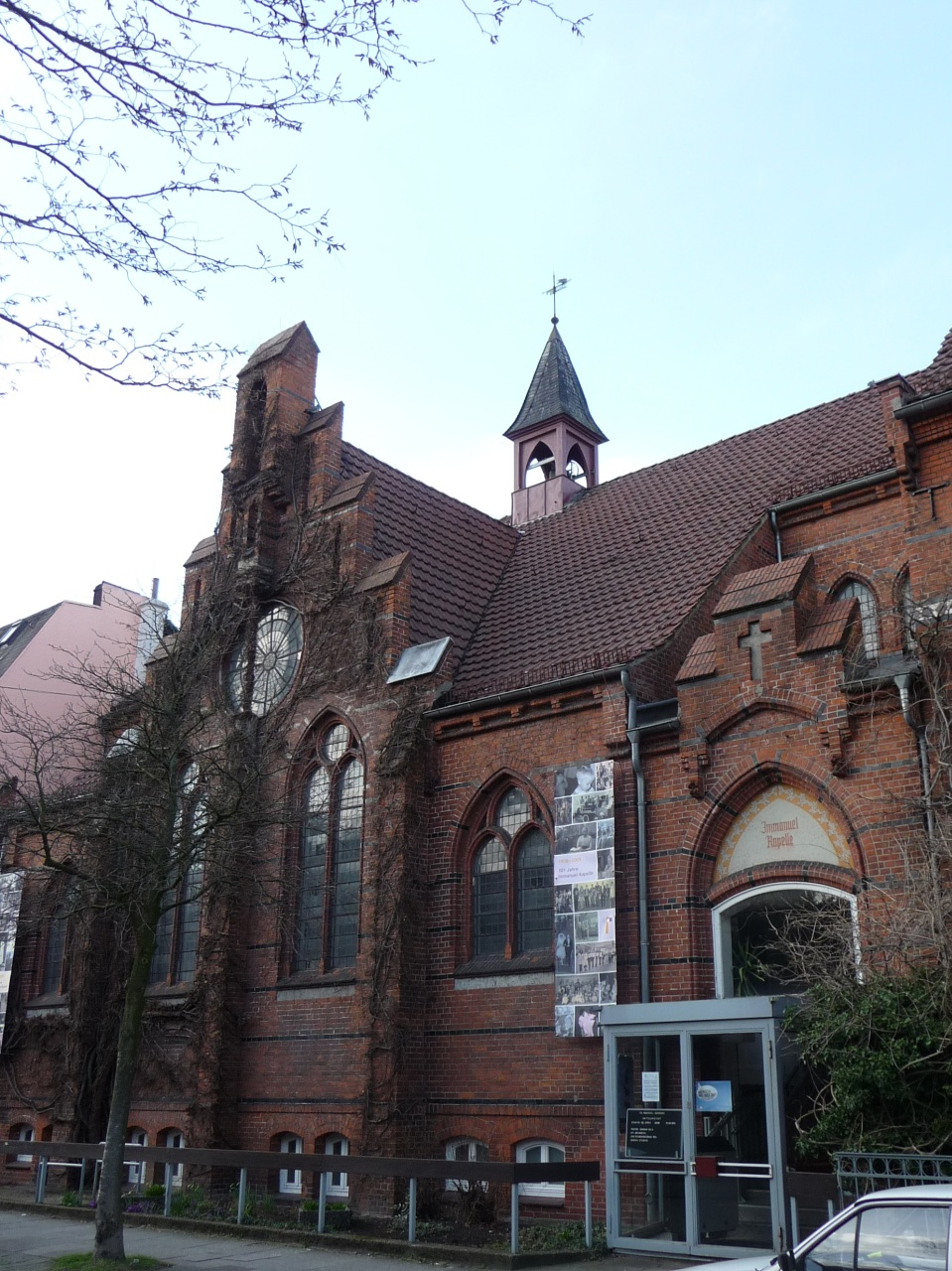
Immanuel-Kapelle

1907/08 erfolgte im aufstrebenden Stadtteil Walle der Bau der Immanuel-Kapelle, des Gemeindesaals und des Pfarrhauses im Stil der Neugotik nach Plänen des Architekten Johannes Rippe. Der erste Bremer Mehrzweckkirchenraum mit einer Rotstein-Ziegelfassade ist sehr formenreich und differenziert. Der Zwerchgiebel (Quergiebel) zur Straße hat zwei spitzbogige, hohe Fenster zwischen den beiden Strebepfeilern. Auf dem Satteldach befindet sich am Kreuzpunkt der Dächer ein quadratischer, offener Dachreiter mit einem einfachen spitzen Turmhelm. Die Kirche hat keinen Kirchturm. Die Dachkonstruktion des Hängewerks aus Holz ist im Inneren sichtbar.

## Orgel
Die Immanuel-Kapelle erhielt 1908 eine erste Orgel eines nicht mehr bekannten Orgelbauers. Sie wurde auf der Empore über dem Altar aufgestellt. 1958 entstand die zweite Orgel von Gustav Brönstrup aus Hude. 1988/89 wurde dieses Instrument ersetzt durch Gerald Woehl aus Marburg mit einer Orgel der Überlinger Werkstatt Wilhelm Schwarz & Sohn (1848–1912), die 1909 für die Kirche in Tauberbischofsheim erbaut und ab 1945 in der Herz-Jesu-Kirche in Mannheim-Neckarstadt-West stand. 1989 erhielt die dritte Orgel von der ehemaligen Orgel des Klosters Banz die Viola da Gamba des Hauptwerks sowie die beiden zusätzlichen Zungenstimmen mit Zinkbechern im Schwellwerk. Die Orgel hat einen barockisierenden Prospekt.

## Kirchgemeinde
Paul Tiefental war von 1899 bis 1932 der erste Pastor der Immanuel-Gemeinde. Es folgte bis 1953 Pastor Friedel Denkhaus, der die Gemeinde in der Zeit des  Nationalsozialismus mutig zur Bekennenden Kirche hielt.
Aktivitäten der Immanuel-Gemeinde, die teilweise auch von Mirjam-Gemeinde weitergeführt werden, waren u. a.: Kindertagesstätte, Konfis-Modell „Die Flotte-Konfis unterwegs“, Kinder-, Jugend- und Erwachsenengruppen, RAZ (Ran an die Zukunft, Projekt gegen Jugendarbeitslosigkeit), offener Jugendtreff, Seniorenarbeit, Kirchenmusik, Chorprojekte, Eine-Welt-Laden, Flüchtlingsarbeitskreis Walle.
Seit 2005 (Kooperationsvertrag 2007) wirkten die Kirchengemeinde Walle in der Ritter-Raschen-Straße 41 mit der Waller Kirche und die Immanuel-Gemeinde zusammen.
Zum 1. Januar 2025 fusionierte die Immanuel-Gemeinde mit den Gemeinden Walle und St. Michaelis-St. Stephani (St. Stephani und St. Michaelis) zur Evangelischen Mirjam-Gemeinde.